# Canton de Rumilly
Le canton de Rumilly est une circonscription électorale française, située dans le département de la Haute-Savoie. Le chef-lieu de canton se trouve à Rumilly. À la suite du redécoupage cantonal de 2014, les limites territoriales du canton sont remaniées. Le nombre de communes du canton passe de 18 à 29.

## Géographie
Le canton est structuré autour du val de Fier et de la vallée du Chéran avec :
- à l'est, le bassin de l'agglomération annécienne,
- au sud, le pays de l'Albanais.
- à l'ouest la montagne du Gros Foug, importante dorsale barrant l'accès à la vallée du Rhône, sur 18 km de long et 4 à 5 km de large, altitude de 500 à 1 057 m.

Le un canton possède une prédominance rurale, situé à 12 km à l'ouest de l'agglomération d'Annecy, avec une petite ville industrielle comme pôle structurant.
- Accès (distance à partir du chef-lieu) :
  - RD 908 (Albens - Frangy) - RD 14 et RD 16 (en provenance d'Annecy)
  - Autoroute A41, sortie « Alby-sur-Chéran » (8 km)
  - Gares : Rumilly, Annecy (17 km), Culoz (31 km)
  - Aéroport régional d'Annecy-Metz-Tessy (16 km) et aéroport international de Genève-Cointrin (60 km).

## Histoire administrative
Lors de l'annexion du duché de Savoie à la France révolutionnaire en 1792, une partie de l'Albanais qui forme la plaine de Rumilly est organisée en canton avec Rumilly pour chef-lieu, en 1793, au sein du département du Mont-Blanc, dans le district d'Annecy,. Ce nouveau canton comptait quatorze communes : Bloye-Salagine ; Boussy ; Hauteville ; Lornay ; Marcellaz ; Massingy ; Moye ; Rumilly ; Saint-André ; Saint-Marcel ; Sales ; Syon ; Vallières et Versonnex, avec 8 594 habitants. Avec la réforme de 1800, le canton est maintenu dans le département du Mont-Blanc. Il est toutefois agrandi et compte désormais en 1801 douze communes — issues des cantons de Clermont, de Sillingy — supplémentaires : Bonneguette ; Chilly ; Clermont ; Crempigny ; Desingy ; Droisy ; Marigny ; Menthonex ; Saint-Eusèbe ; Saint-Félix ; Thusy ; et Veaux, avec 13 585 habitants.
En 1814, puis 1815, le duché de Savoie retourne dans le giron de la maison de Savoie. Le canton français de Rumilly devient dans la nouvelle organisation de 1816 un mandement sarde comprenant vingt-trois communes : Alby ; Ansigny ; Bloye ; Bonneguette ; Boussy ; Étercy ; Hauteville ; Héry-sur-Alby ; Marcellaz ; Marigny ; Massingy ; Moye ; Rumilly ; Saint-André ; Saint-Eusèbe ; Saint-Félix ; Saint-Marcel ; Sales ; Syon ; Thusy ; Vallières ; Veaux et Versonnex, au sein de la nouvelle province de Rumilly. Une nouvelle réforme de 1818 fait passer le mandement à vingt-et-une communes qui perd Alby ; Ansigny ; Héry-sur-Alby ; Saint-Félix qui passe au mandement d'Albens mais récupère Crempigny ; Lornay. La province de Rumilly est également fusionnée dans celle du Genevois. En 1837, le mandement de Rumilly perd une commune après la fusion de Marigny et Saint-Marcel.
Au lendemain de l'Annexion de 1860, le duché de Savoie est réunis à la France et retrouve une organisation cantonale, au sein du nouveau département de la Haute-Savoie (créé par décret impérial le 15 juin 1860). Le canton de Rumilly est à nouveau créé autour de la ville de Rumilly.
Par décret du 13 février 2014, le nombre de cantons du département est divisé par deux, avec mise en application aux élections départementales de mars 2015. Le canton de Rumilly est conservé et s'agrandit. Il passe de 18 à 29 communes.

## Représentation

### Conseillers généraux de 1861 à 2015
| Période | Période      | Identité                | Étiquette           | Qualité |
| ------- | ------------ | ----------------------- | ------------------- | --- |
| 1861    | 1868 (décès) | Barthélemy Magnin       |                     | Propriétaire et rentier au hameau de Madrid                                                                                        |
| 1868    | 1871         | Frédéric Girod          | Majorité dynastique | Médecin Maire de Rumilly (1860-1870)                                                                                               |
| 1871    | 1877         | François Pétellat       | Républicain         | Banquier Maire de Rumilly |
| 1877    | 1890 (décès) | Félix Gantin            | Républicain         | Notaire Commandant de la Garde mobilisée Maire de Rumilly                                                                          |
| 1890    | 1895         | François Mugnier        | Républicain         | Magistrat |
| 1895    | 1904 (décès) | François Comoz          | Républicain         | Médecin - Maire de Rumilly |
| 1904    | 1925         | Louis Charvin           | Rad.                | Médecin interne des hôpitaux d'Alger puis à Rumilly Maire de Rumilly (1908-1919)                                                   |
| 1925    | 1937         | Edouard André           | Rad.                | Enseignant (directeur d'école) Maire de Rumilly                                                                                    |
| 1937    | 1940         | Jean-Claude Laravoire   | PSF                 | - Vétérinaire - Conseiller municipal de Rumilly (1925-1929 et 1935-1944)                                                           |
|         |              |                         |                     | |
| 1942    | 1945         | Joseph Claudius Duchêne |                     | -Général (cadre de réserve) -Maire de Bloye -Nommé conseiller départemental en 1942 Président du Conseil départemental (1942-1945) |
|         |              |                         |                     | |
| 1945    | 1951         | Félix Prunier           | JR                  | Comptable agréé, ancien résistant, Rumilly                                                                                         |
| 1951    | 1958         | François de Menthon     | MRP                 | Professeur de droit Maire de Menthon-Saint-Bernard Député (1945-1958) Ministre (1944-1945 et 1946)                                 |
| 1958    | 1976         | René Darmet             | DVD puis CD         | Maire de Rumilly (1955-1971) |
| 1976    | 1989 (décès) | Louis Dagand            | UDR puis RPR        | Maire de Rumilly (1971-1989) |
| 1989    | 2008         | Camille Beauquier       | RPR puis UMP        | Vétérinaire, Vice-Président du Conseil Général Conseiller municipal de Rumilly Suppléant du député Bernard Accoyer                 |
| 2008    | 2015         | Christian Heison        | DVD                 | Fonctionnaire Maire de Moye (2001-2020)                                                                                            |

### Conseillers d'arrondissement (de 1861 à 1940)
Le canton de Rumilly avait deux conseillers d'arrondissement.
| Période                                  | Période | Identité                                      | Étiquette   | Qualité |
| ---------------------------------------- | ------- | --------------------------------------------- | ----------- | --- |
| 1871                                     |         | M. Comoz                                      |             | Négociant                                                                                                   |
| 1871                                     |         | Charles Louis Hyacinthe Laravoire (1833-1892) |             | Notaire à Rumilly                                                                                           |
| 1898                                     | 1910    | Jean-Marie Beaud                              | Républicain | Maire de Rumilly (1891-1894 et 1896-1904)                                                                   |
| 1898                                     | 1910    | Charles Beaud                                 | Républicain | Notaire |
| 1910                                     |         | M. Collange                                   | Radical     | Sous-ingénieur des Ponts et Chaussées                                                                       |
| 1910                                     |         | Jean Terrier                                  | Radical     | Instituteur en retraite à Thusy                                                                             |
|                                          |         |                                               |             | |
| 1922                                     |         | Jean-Claude Laravoire (1869-1958)             |             | Vétérinaire à Rumilly                                                                                       |
|                                          |         |                                               |             | |
| av.1934                                  | 1940    | Claude Depigny                                | URD         | Agriculteur, maire de Hauteville-sur-Fier                                                                   |
| 1934                                     | 1940    | Émile Fossoux                                 | Radical     | Maire de Saint-Eusèbe                                                                                       |
| 1940                                     |         |                                               |             | Les conseils d'arrondissement ont été suspendus par la loi du 12 octobre 1940 et n'ont jamais été réactivés |
| Les données manquantes sont à compléter. |         |                                               |             | |

### Conseillers départementaux après 2015
| Période élective | Période élective | Mandat | Mandat   | Identité         | Nuance | Nuance | Qualité |
| ---------------- | ---------------- | ------ | -------- | ---------------- | ------ | ------ | --- |
| 2015             | 2021             | 2015   | 2021     | Fabienne Duliège |        | DVD    | Agricultrice éleveuse Première adjointe au Maire de Saint-Félix Ancienne suppléante de Lionel Tardy, député                                                             |
| 2015             | 2021             | 2015   | 2021     | Christian Heison |        | DVD    | Retraité de la fonction publique Maire de Moye (2001-2020) puis de Rumilly 6e Vice-président Economie, Aménagement Numérique, Aménagement et Solidarité des territoires |
| 2021             | 2028             | 2021   | en cours | Daniel Déplante  |        | DVD    | Premier adjoint au maire de Rumilly |
| 2021             | 2028             | 2021   | en cours | Fabienne Duliege |        | DVD    | Conseillère sortante |

### Résultats détaillés

#### Élections de mars 2015
Lors des élections départementales de 2015, le binôme composé de Fabienne Duliege et Christian Heison (DVD) est élu au premier tour avec 63,60% des suffrages exprimés, devant le binôme composé de Marie Favre et Denis Lemaitre (FN) (36,40%). Le taux de participation est de 48,1 % (14 356 votants sur 29 849 inscrits) contre 45,4 % au niveau départemental et 50,17 % au niveau national.

#### Élections de juin 2021
Le premier tour des élections départementales de 2021 est marqué par un très faible taux de participation (33,26 % au niveau national). Dans le canton de Rumilly, ce taux de participation est de 28,9 % (9 448 votants sur 32 687 inscrits) contre 28,81 % au niveau départemental. À l'issue de ce premier tour, deux binômes sont en ballottage : Daniel Déplante et Fabienne Duliege (Union à droite, 40,82 %) et Nolhan Conseil et Pauline Farges (RN, 19,15 %).
Le second tour des élections est marqué une nouvelle fois par une abstention massive équivalente au premier tour. Les taux de participation sont de 34,36 % au niveau national, 29,17 % dans le département et 28,36 % dans le canton de Rumilly. Daniel Déplante et Fabienne Duliege (Union à droite) sont élus avec 76,9 % des suffrages exprimés (6 520 voix pour 9 273 votants et 32 694 inscrits),,.

## Composition

### Composition avant 2015
Le canton de Rumilly regroupait 18 communes.
| Nom                  | Code Insee | Codepostal | Superficie (km2) | Population (dernière pop. légale) | Densité (hab./km2) |
| -------------------- | ---------- | ---------- | ---------------- | --------------------------------- | ------------------ |
| Rumilly (chef-lieu)  | 74225      | 74150      | 16,89            | 13 877 (2012)                     | 822                |
| Bloye                | 74035      | 74150      | 4,40             | 568 (2012)                        | 129                |
| Boussy               | 74046      | 74150      | 5,23             | 503 (2012)                        | 96                 |
| Crempigny-Bonneguête | 74095      | 74150      | 5,82             | 281 (2012)                        | 48                 |
| Étercy               | 74117      | 74150      | 4,55             | 702 (2012)                        | 154                |
| Hauteville-sur-Fier  | 74141      | 74150      | 4,90             | 857 (2012)                        | 175                |
| Lornay               | 74151      | 74150      | 9,65             | 516 (2012)                        | 53                 |
| Marcellaz-Albanais   | 74161      | 74150      | 14,54            | 1 793 (2012)                      | 123                |
| Marigny-Saint-Marcel | 74165      | 74150      | 7,35             | 676 (2012)                        | 92                 |
| Massingy             | 74170      | 74150      | 12,34            | 841 (2012)                        | 68                 |
| Moye                 | 74192      | 74150      | 23,80            | 1 032 (2012)                      | 43                 |
| Sales                | 74255      | 74150      | 9,21             | 1 744 (2012)                      | 189                |
| Saint-Eusèbe         | 74231      | 74150      | 6,88             | 458 (2012)                        | 67                 |
| Thusy                | 74283      | 74150      | 10,74            | 965 (2012)                        | 90                 |
| Val-de-Fier          | 74274      | 74150      | 10,11            | 617 (2012)                        | 61                 |
| Vallières            | 74289      | 74150      | 9,03             | 1 525 (2012)                      | 169                |
| Vaulx                | 74292      | 74150      | 11,19            | 861 (2012)                        | 77                 |
| Versonnex            | 74297      | 74150      | 4,18             | 580 (2012)                        | 139                |

### Composition depuis 2015
À sa création, le canton de Rumilly comptait 29 communes entières.
À la suite de la création de la commune nouvelle Vallières-sur-Fier au 1er janvier 2019, le nombre de communes entières du canton passe à 28.
| Nom                             | Code Insee | Intercommunalité           | Superficie (km2) | Population (dernière pop. légale) | Densité (hab./km2) | Modifier                                    |
| ------------------------------- | ---------- | -------------------------- | ---------------- | --------------------------------- | ------------------ | ------------------------------------------- |
| Rumilly (bureau centralisateur) | 74225      | CC Rumilly Terre de Savoie | 16,89            | 16 082 (2022)                     | 952                | modifier les données · modifier les données |
| Alby-sur-Chéran                 | 74002      | CA Grand Annecy            | 6,56             | 2 643 (2022)                      | 403                | modifier les données · modifier les données |
| Allèves                         | 74004      | CA Grand Annecy            | 8,81             | 404 (2022)                        | 46                 | modifier les données · modifier les données |
| Bloye                           | 74035      | CC Rumilly Terre de Savoie | 4,40             | 565 (2022)                        | 128                | modifier les données · modifier les données |
| Boussy                          | 74046      | CC Rumilly Terre de Savoie | 5,23             | 511 (2022)                        | 98                 | modifier les données · modifier les données |
| Chainaz-les-Frasses             | 74054      | CA Grand Annecy            | 5,57             | 708 (2022)                        | 127                | modifier les données · modifier les données |
| Chapeiry                        | 74061      | CA Grand Annecy            | 5,76             | 982 (2022)                        | 170                | modifier les données · modifier les données |
| Crempigny-Bonneguête            | 74095      | CC Rumilly Terre de Savoie | 5,82             | 325 (2022)                        | 56                 | modifier les données · modifier les données |
| Cusy                            | 74097      | CA Grand Annecy            | 17,43            | 1 855 (2022)                      | 106                | modifier les données · modifier les données |
| Étercy                          | 74117      | CC Rumilly Terre de Savoie | 4,55             | 976 (2022)                        | 215                | modifier les données · modifier les données |
| Gruffy                          | 74138      | CA Grand Annecy            | 14,44            | 1 497 (2022)                      | 104                | modifier les données · modifier les données |
| Hauteville-sur-Fier             | 74141      | CC Rumilly Terre de Savoie | 4,90             | 1 074 (2022)                      | 219                | modifier les données · modifier les données |
| Héry-sur-Alby                   | 74142      | CA Grand Annecy            | 7,33             | 973 (2022)                        | 133                | modifier les données · modifier les données |
| Lornay                          | 74151      | CC Rumilly Terre de Savoie | 9,65             | 585 (2022)                        | 61                 | modifier les données · modifier les données |
| Marcellaz-Albanais              | 74161      | CC Rumilly Terre de Savoie | 14,54            | 1 985 (2022)                      | 137                | modifier les données · modifier les données |
| Marigny-Saint-Marcel            | 74165      | CC Rumilly Terre de Savoie | 7,35             | 701 (2022)                        | 95                 | modifier les données · modifier les données |
| Massingy                        | 74170      | CC Rumilly Terre de Savoie | 12,34            | 858 (2022)                        | 70                 | modifier les données · modifier les données |
| Moye                            | 74192      | CC Rumilly Terre de Savoie | 23,80            | 963 (2022)                        | 40                 | modifier les données · modifier les données |
| Mûres                           | 74194      | CA Grand Annecy            | 5,23             | 882 (2022)                        | 169                | modifier les données · modifier les données |
| Saint-Eusèbe                    | 74231      | CC Rumilly Terre de Savoie | 6,88             | 643 (2022)                        | 93                 | modifier les données · modifier les données |
| Saint-Félix                     | 74233      | CA Grand Annecy            | 6,60             | 2 438 (2022)                      | 369                | modifier les données · modifier les données |
| Saint-Sylvestre                 | 74254      | CA Grand Annecy            | 5,34             | 598 (2022)                        | 112                | modifier les données · modifier les données |
| Sales                           | 74255      | CC Rumilly Terre de Savoie | 9,21             | 2 267 (2022)                      | 246                | modifier les données · modifier les données |
| Thusy                           | 74283      | CC Rumilly Terre de Savoie | 10,74            | 1 166 (2022)                      | 109                | modifier les données · modifier les données |
| Vallières-sur-Fier              | 74289      | CC Rumilly Terre de Savoie | 19,14            | 2 739 (2022)                      | 143                | modifier les données · modifier les données |
| Vaulx                           | 74292      | CC Rumilly Terre de Savoie | 11,19            | 1 080 (2022)                      | 97                 | modifier les données · modifier les données |
| Versonnex                       | 74297      | CC Rumilly Terre de Savoie | 4,18             | 678 (2022)                        | 162                | modifier les données · modifier les données |
| Viuz-la-Chiésaz                 | 74310      | CA Grand Annecy            | 13,91            | 1 302 (2022)                      | 94                 | modifier les données · modifier les données |
| Canton de Rumilly               | 7412       |                            | 267,79           | 47 480 (2022)                     | 177                | modifier les données                        |

## Démographie

### Démographie avant 2015
| 1962   | 1968   | 1975   | 1982   | 1990   | 1999   | 2006   | 2011   | 2012   |
| ------ | ------ | ------ | ------ | ------ | ------ | ------ | ------ | ------ |
| 12 370 | 12 795 | 13 880 | 16 807 | 19 637 | 22 799 | 25 778 | 27 881 | 28 396 |

### Démographie depuis 2015
En 2022, le canton comptait 47 480 habitants, en évolution de +5,59 % par rapport à 2016 (Haute-Savoie : +6,01 %, France hors Mayotte : +2,11 %).
| 2013   | 2018   | 2022   |
| ------ | ------ | ------ |
| 42 765 | 45 710 | 47 480 |